# Instituto Cultural Rumano
El Instituto Cultural Rumano (abreviado ICR ) es una institución pública de Rumania, con personalidad jurídica, que se encuentra bajo la autoridad del Senado rumano (antes de la Administración Presidencial). Su misión es dar a conocer la cultura rumana en el extranjero y asegurar su visibilidad y prestigio, además imparte cursos de lengua rumana. 
El Instituto Cultural Rumano tiene una red de 17 institutos, que opera en 16 países, y forma parte, a su vez,  de la red de institutos culturales nacionales de la Unión Europea - EUNIC.

## Historia del Instituto Cultural Rumano
En 1990, se estableció la Fundación Cultural Rumana (FCR), por decisión del Gobierno con la intención de que se hiciera cargo de los activos y pasivos que tenían las instituciones culturales creadas anteriormente, la primera en 1962 (Instituto Rumano de Relaciones Culturales con Países Extranjeros), la segunda en 1972 ( Asociación de Rumania).
El Instituto Cultural Rumano se estableció finalmente en julio de 2003 mediante la reorganización de las que fueran Fundación Cultural Rumana y la Editorial de la Fundación Cultural Rumana, gracias a los esfuerzos denodados del escritor y académico Augustin Buzura.
El Instituto Cultural Rumano se encontraba bajo la autoridad del presidente de Rumania, quien ejercía como presidente honorario del mismo. La institución fue dirigida en 2003-2005 por el escritor Augustin Buzura, y de 2005 a agosto de 2012 la presidencia de esta institución fue ejercida por el escritor Horia Roman Patapievici, teniendo como vicepresidentes aMircea Mihăieș y Tania Radu y siendo Dan Croitoru el secretario general. 
Desde 2012, el Instituto Cultural Rumano se encuentra subordinado al Senado rumano. El 2 de agosto de 2012, el equipo de Horia-Roman Patapievici anunció su renuncia en conferencia de prensa. De este modo, en septiembre de 2012, Andrei Marga se convirtió en presidente de ICR. Horia Gârbea y Vladimir Simon fueron nombrados vicepresidentes de la institución y Nicolae Brînzea se convirtió en secretario general.
Las comisiones reunidas de Cultura y Política Exterior del Senado solicitaron, en 2013, la revocación de Andrei Marga del cargo de presidente del Instituto Cultural Rumano (ICR), así como de los vicepresidentes Horia Gârbea y Vladimir Simón. El presidente de la Comisión de Cultura del Senado, Georgică Severin, explicó entonces que el motivo para solicitar la revocación de la dirección del ICR era que la institución no había enviado el informe de actividad y las cuentas de ejecución presupuestaria para 2012 en la fecha prevista por la ley (15 de abril ). Por lo tanto,  y a raíz de la propuesta presentada por las comisiones de Cultura y Política Exterior a la Oficina Permanente del Senado, Andrei Marga presentó finalmente su renuncia al cargo de presidente del Instituto Cultural Rumano.
Entre el 10 de julio de 2013 y el 27 de abril de 2015, Lilian Zamfiroiu, fue designada como presidenta del ICR por el Senado Rumano, así como también fueron designados como vicepresidentes a Liviu Sebastian Jicman y Nagy Mihály Zoltán, pero tras la dimisión de Lilian Zamfiroiu, la cual fue presentada el 24 de abril de 2015 en la oficina del presidente del Senado rumano, el cargo de presidente de la ICR volvió a ser ocupado por Radu Boroianu. 
En abril de 2017 se nombró como presidenta del Instituto Cultural Rumano a Liliana Țuroiu.

## Oficinas
El Instituto Cultural Rumano gestiona 18 Centros Culturales Rumanos fuera de Rumania (7 oficinas propiedad del MFA y 11 oficinas alquiladas):
- Moldavia (Institutul Cultural Român „Mihai Eminescu” - Chisináu)
- Alemania (Institutul Cultural Român “Titu Maiorescu” - Berlín)
- Bélgica (Institutul Cultural Român - Bruselas)
- Hungría (Institutul Cultural Român - Budapest)
- Hungría (Seghedin - filială)
- Turquía (Institutul Cultural Român „Dimitrie Cantemir” - Estambul)
- Portugal (Institutul Cultural Român - Lisboa)
- Reino Unido (Institutul Cultural Român - Londres)
- España (Institutul Cultural Român - Madrid)
- Estados Unidos (Institutul Cultural Român - Nueva York)
- Francia (Institutul Cultural Român - París)
- República Checa (Institutul Cultural Român - Praga)
- Italia (Institutul Cultural Român - Roma
- Italia (Institutul Român de Cultură și Cercetare Umanistică - Venecia)
- Suecia (Institutul Cultural Român - Estocolmo)
- Israel (Institutul Cultural Român - Tel Aviv)
- Austria (Institutul Cultural Român - Viena)
- Polonia (Institutul Cultural Român - Varsovia)

Al mismo tiempo, existe una base legal interna para el establecimiento de nuevos ICR en Kiev, con una sucursal en Chernivtsi, así como otros ICR en las ciudades de Moscú y Pekín.
En octubre de 2012, el equipo dirigido por Andrei Marga puso en marcha un programa piloto para el establecimiento de sucursales de ICR en las provincias históricas de Rumanía. De este modo se abrieron as sucursales siguientes:
- ICR Moldova, con sede en Iasi (inaugurado el 14 de enero de 2013)
- ICR Dobrogea, con sede en Tulcea (inaugurado el 17 de enero de 2013)
- ICR Banat-Crișana, con sede en Arad (inaugurado el 24 de enero de 2013)
- ICR Oltenia - Gorj, con sede en Târgu Jiu (inaugurado el 25 de enero de 2013)
- ICR Maramureș, con sede en Baia Mare (inaugurado el 14 de febrero de 2013)
- ICR Transilvania, con sede en Cluj-Napoca (inaugurado el 15 de febrero)
- ICR Oltenia - Dolj, con sede en Craiova (inaugurado el 22 de febrero de 2013)

A partir del 31 de julio de 2013, y bajo el liderazgo de Lilian Zamfiroiu como presidenta, las sucursales del ICR dentro del país cesaron su actividad, considerándose que el programa piloto había sido un fracaso.

## Actividad
En el período 2005-2012, ICR tuvo como objetivos principales el trabajar a través de proyectos, que fueran organizados en concursos públicos, y que fueron evaluados por comisiones independientes. Una prioridad para el Instituto Cultural Rumano se encuentra en la atención a las comunidades de habla rumana en los países vecinos. El ICR organiza cursos de verano para la formación de profesores que enseñen rumano en estos países. Estos cursos de formación ya fueron iniciados en 1992 durante la anterior existencia de la Fundación Cultural Rumana.
- El prestigio acumulado por ICR, a través del liderazgo de EUNIC (Red de Institutos Nacionales de Cultura de la Unión Europea) asumido por ICR entre junio de 2010 y junio de 2011 bajo el liderazgo de H.-R. Patapievici;
- Programas de financiación en el extranjero de la traducción y publicación de la cultura rumana escrita;
- Acciones a gran escala como:[9]
  - 2008 - "Medio milenio de libros impresos en Rumanía" (exposición patrimonial)
  - 2009 - „Los colores de la vanguardia. Arte en Rumania 1910-1950 ”(exposición patrimonial)
  - 2009 - "Mes 9 de Bucarest en Praga"
  - 2009 - 2010 - el proyecto paneuropeo "Generación 89"
  - 2009 - 2010 - New Waves, New Ways International Film Festival
  - 2009 - 2011 - "Feria de Artesanía" (ICR Praga)
  - 2011 - "Cultura rumana en las regiones de la República Checa, Moravia y Silesia"
  - 2012 - apreciada presencia en la "Feria Internacional del Libro de Turín"
  - 2013 - invitado de honor "Salon du Livre" (París)
  - 2013 - invitado de honor en la Feria del Libro de Gotemburgo
  - 2013 - sede de la sexta ronda del diálogo China-EUNIC
- Reacciones loables de publicaciones de prestigio como "The New York Times", "The New Yorker", "Chicago Tribune", "La Stampa", "Figaro Littéraire", etc. sobre los proyectos artísticos de los institutos culturales rumanos

### Período 2005-2008

#### La situación del instituto
A principios de 2005, de los 19 institutos establecidos en abril de 2004, solo 5 eran funcionales (París, Berlín, Roma, Venecia y Budapest). Otros dos funcionaban con personal incompleto (Praga y Nueva York). Además otros tres lo hacían como un simple anexo de la embajada (Viena, Tel Aviv y Londres). En este periodo los institutos se caracterizaron por la falta de recursos económicos y por la falta de una dirección de estrategia cultural.
En el año 2008, el número de Institutos Culturales Rumanos en el extranjero había aumentado a 15, siendo que a los cinco institutos que ya estaban operativos en el año 2004, se agregaron diez ICR más: tres en 2005 (Estambul, Tel Aviv y Viena); cuatro en 2006 (Madrid, Londres, Estocolmo y Varsovia), uno en 2007 (Lisboa). A los que hay que sumar la apertura de la sucursal Szeged del Instituto Cultural Rumano en Budapest) y en 2008 en Bruselas. Sedecidió también establecer un Instituto en Kiev, con una sucursal en la cercana a la frontera rumana ciudad de Chernivtsi.
Los directores tuvieron que rendir cuentas a través de las evaluaciones anuales, y los programas también tuvieron que hacerlo por la forma en que fueron seleccionadas, siguiendo unas competencias específicas y de acuerdo con algunos criterios objetivos (concurso público, con procedimientos de selección transparentes). El equipo, en su totalidad, fue responsable de:
- asignar a cada instituto un presupuesto anual, fijado de acuerdo con su desempeño anterior;
- trabajar en programas coherentes, construidos de acuerdo con un programa marco anual, aprobado en función de su calidad.[10]

#### Período presupuestario 2004-2008
| Presupuesto del Instituto 2004-2008 | Presupuesto del Instituto 2004-2008 | Presupuesto del Instituto 2004-2008 | Presupuesto del Instituto 2004-2008 | Presupuesto del Instituto 2004-2008 | Presupuesto del Instituto 2004-2008 |
| Divisa                              | 2004                                | 2005                                | 2006                                | 2007                                | 2008                                |
| ----------------------------------- | ----------------------------------- | ----------------------------------- | ----------------------------------- | ----------------------------------- | ----------------------------------- |
| Euro                                | 2 millones                          | 2,25 millones                       | 5,3 millones                        | 10,3 millones                       | 10,55 millones                      |
| RON                                 | 8,2 millones                        | 8.153 millones                      | 18,696 millones                     | 34,3 millones                       | 39,015 millones                     |

#### Programas
- 2005
  - 9-24 de abril: Bienal internacional de arte "Isla de la poesía" (Venecia).
  - "Rumania en Adviento" (conciertos de bandas y coros rumanos en iglesias y salones de Gran Bretaña, España, Italia, Holanda, Irlanda).
  - El Año Internacional "George Enescu", siendo las actividades más importantes la primera puesta en escena de Edipo en los Estados Unidos (realizada por ICR junto con la Facultad de Bellas Artes y Artes Aplicadas de la Universidad de Illinois y el Consejo de Arte de Illinois) y la publicación de seis cuadernos que incluyen obras inéditas de George Enescu, editadas por el reconocido violinista y musicólogo Sherban Lupu, profesor de la Universidad de Illinois.
  - El programa "20 autores", el primero del conjunto de programas imaginados por ICR para promover según un nuevo sistema la creación literaria rumana en el mercado internacional del libro. Hasta este programa, la idea era que las traducciones se publicaran en el país (gran desventaja: por muy buenas que fueran las traducciones y por notables que fueran las condiciones de impresión, no se podía distribuir la tirada, porque ninguna editorial en el exterior distribuye lo que sea. no se produce). El cambio fue dejar la distribución a la editorial extranjera, siendo el libro traducido su producto editorial, pero realizado con el apoyo de ICR, que asegura la financiación íntegra de la traducción (mediante contrato directo con el traductor) y participa en la cobertura de parte de los costes de impresión. La selección de los veinte autores fue realizada por un jurado de especialistas, convocado mediante la movilización de las opciones brindadas por escrito por las revistas de cultura más importantes del país. Este jurado decidió qué libros rumanos en el campo de la literatura, las artes y la filosofía merecen ser promocionados en el extranjero con fondos públicos.

- 2006
  - El programa CANTEMIR se estableció como un programa piloto para la financiación de proyectos culturales rumanos dirigidos al entorno internacional, con la intención de verificarlo y ampliarlo en el futuro como el principal programa de exportación de la cultura rumana.
  - El TPS (Programa de apoyo a la traducción y la publicación) se lanzó como un programa para financiar a editoriales extranjeras para la traducción de autores rumanos, cuyo objetivo es facilitar el acceso del público extranjero a la literatura rumana y apoyar la presencia de autores rumanos en el mercado internacional del libro, mediante la financiación. costos de traducción (y publicación, cuando corresponda). TPS es el equivalente rumano de una gran cantidad de programas similares en todo el mundo.
  - El programa de formación para traductores jóvenes, destinado a precipitar la aparición de una nueva generación de traductores de literatura rumana en tantos idiomas extranjeros como sea posible.
  - Programa de apoyo a traductores profesionales existentes . ICR ofrece a los candidatos seleccionados por jurados externos la oportunidad de pasar un período de tiempo en Rumania que les permitirá tener un conocimiento directo de la literatura rumana y el entorno que la define.
  - El programa de las becas "Constantin Brâncuși" y "George Enescu" de la Cité Internationale des Arts, que ofrece a los artistas rumanos la oportunidad de trabajar en un entorno artístico internacional, adecuado para su introducción en el circuito "cotidiano" de los valores europeos.

- 2007
  - El programa CANTEMIR se ha diversificado en secciones, dirigidas tanto a los operadores culturales rumanos que desean garantizar la participación rumana en importantes festivales internacionales ( Sección de festivales - Cultura por solicitud ) como a los operadores culturales en Rumania y en el extranjero que han iniciado proyectos para la promoción de la cultura rumana. y civilización en el exterior ( Sección de Promoción - Cultura para Llevar ), así como proyectos de cooperación cultural destinados a fomentar el diálogo intercultural ( Sección de Cooperación - Cultura para Compartir ).
  - Programa Publishing Romania, una extensión del programa TPS para tener en cuenta las primeras señales positivas recibidas del mercado y permitir la publicación (en el extranjero) de revistas dedicadas a la cultura y civilización rumanas.
  - Los programas "Rumania en Adviento" y "Rumania a tu lado", diseñados para preparar la visibilidad como un "país normal" a los ojos de la gente común en los países de la Unión Europea, antes de unirse al club europeo, ayudando a construir una estrategia, para establecer asociaciones con instituciones muy visibles del exterior: festivales internacionales, importantes centros de estudios, grandes conjuntos y agencias artísticas.

- 2008
  - Centro Nacional del Libro (CENNAC)

#### Otras actividades
- En 2007 ICR inició la residencia y conciertos del Cuarteto Belcea en el Ateneo Rumano, proyecto que continuó en 2008.
- 2007 es el año del lanzamiento de la primera exposición concebida y financiada por ICR, “Los colores de las vanguardias. Arte en Rumanía 1910-1950 ”(concepto desarrollado por Erwin Kessler como presencia del Instituto dentro de los programas“ Sibiu - Capital Europea de la Cultura 2007 ”). La exposición, recorrida en 2008, estará presente en los próximos años en varios museos del exterior.
- ICR asumió la organización del Festival de Cine Europeo en 2007, al principio junto con la Representación de la Comisión Europea en Rumanía, y solo en 2008, cuando registró el mayor número de espectadores en la historia del festival hasta entonces: más de 15000 .
- También en 2007, en Viena, Rumanía se unió a EUNIC (Unión Europea de Institutos Nacionales de Cultura)
- En 2008 organizó por primera vez el Festival de Cine Europeo solo (registrando el mayor número de espectadores en la historia del festival, más de 15.000).
- Firmó con el prestigioso Woodrow Wilson International Center for Scholars (Washington D. C.) un programa de becas de investigación, que permitirá a partir de 2009 un número de tres investigadores rumanos, cada año, hacerse cargo durante cuatro meses de residencia en esta institución.
- En junio de 2008, ICR fue elegido segundo vicepresidente de EUNIC, convirtiéndose en el primer vicepresidente en 2009 y luego, en 2010, en presidente de todos los Institutos Nacionales de Cultura de Europa Unida . Con esta elección, ICR emerge de su tradicional anonimato y comienza a coexistir en el mapa de los institutos culturales nacionales en Europa, en pie de igualdad con los principales institutos como son el British Council, Goethe Institut, Institut Français, Instituto Cervantes, etc.

### Período de 2009

#### La situación del instituto
16 ICR operaron, durante este período: (Berlín, Bruselas, Budapest, Estambul, Lisboa, Londres, Madrid, Nueva York, París, Praga, Roma, Estocolmo, Tel Aviv, Varsovia, Venecia, Viena).
Los detalles sobre los programas y proyectos desarrollados por ICR en 2009 se pueden ser encontrados en el informe de actividades que se publicó en el sitio: http://www.icr.ro/bucuresti/rapoarte-de-activitate/

#### Presupuesto
El presupuesto destinado al ICR para 2009 sufrió, en total, una reducción del 12,44%, siendo de una cantidad total de 38.400.000 lei.

#### Programas
- Entre octubre y diciembre de 2009, el Instituto Cultural Rumano "Titu Maiorescu" en Berlín organizó una serie de seis conciertos de la banda Archaeus, dirigida por Liviu Dănceanu . Los conciertos tuvieron lugar en dos períodos en diferentes ciudades de Alemania (Berlín, Mannheim, Düsseldorf, Colonia ).
- El proyecto "Bucarest - Café", que tuvo lugar en eventos musicales, proyecciones de películas, exposiciones de fotografía y representaciones teatrales de cabaret, todo sobre el tema del arte popular urbano rumano entre 1900-1940. La serie de eventos marcó la visita oficial de MS Albert II, Rey de Bélgica a Bucarest, la primera visita a Rumania de un soberano belga después de la Segunda Guerra Mundial, celebrada entre el 7 y el 9 de julio de 2009.
- Invitado de honor en la Feria Internacional del Libro de Budapest;
- Invitado al Festival de Edimburgo ;
- El Instituto Cultural Rumano de Madrid organizó la "Semana de Europa" entre el 6 y el 13 de mayo de 2009, bajo el título "De Madrid a Europa".
- Un extenso evento dedicado a la Cultura Cucuteni se llevó a cabo entre el 10 de noviembre de 2009 y el 25 de abril de 2010, en el Instituto para el Estudio del Mundo Antiguo de la Universidad de Nueva York, siendo la primera exposición dedicada a la Cultura Cucuteni en el espacio norteamericano. en ISAW.
- El Instituto Cultural Rumano de París organizó dos conciertos de piezas vocales compuestas por George Enescu ;
- ICR París organizó el coloquio internacional "El intelectual público en Europa 1989-2009", celebrado en el Senado francés y el Goethe-Institut.
- El programa "9 / Nuevo Mes de Bucarest en Praga" se estructuró en cuatro períodos históricos: "Bucarest: 1859-1917", "Bucarest: 1918-1939", "Bucarest: 1940-1989", "Bucarest: 1990-2009" E incluyó representaciones teatrales, exposiciones, lecturas, mesas redondas.
- La Accademia di Romania en Roma organizó el coloquio internacional "Constantin Noica y la filosofía como salvación";
- Durante la Semana Nobel (del 7 al 12 de diciembre), ICR Estocolmo organizó un encuentro de circuito cerrado en su sede que tuvo como invitada de honor a Herta Müller y un concierto del repertorio de Maria Tănase, a cargo de Sanda Weiglș. En diciembre, ICR Stockholm organizó, en su sede, una instalación de arte con fotografías de la autora y traducciones de sus libros al rumano y sueco, así como una grabación de audio de la lectura de los poemas incluidos en el volumen "Is or not is Ion".
- El Shavale Band Tour en Israel, con un repertorio de canciones que combinan varios estilos de música tradicional rumana, piezas del folclore balcánico, pero también klezmer, tuvo conciertos en diferentes ciudades: en el Centro de Artes Escénicas Petach Tikva, en Haifa (de los cuales un concierto dedicado a los niños), en la sala de fiestas de la Escuela Fihman en Ramat Remez, un taller-concierto en el WIZO Academic College y el concierto inaugural del Festival Hag haHagim, dedicado a las fiestas estacionales más importantes de las grandes religiones monoteístas : Hanukkah, Navidad y Eid al-Adha .

Calificaciones otorgadas por la actividad a partir de 2009:
- ICR „Titu Maiorescu“ Berlín - Satisfactorio,
- CRI Bruselas - Bueno,
- ICR Budapest - Bueno,
- ICR "DimitrieCantemir" Estambul - Insatisfactorio,
- ICR Lisboa - Satisfactorio,
- ICR Londres - Excepcional,
- ICR Madrid - Insatisfactorio,
- ICR Nueva York - Excepcional,
- ICR París - Bien,
- ICR Praga - Muy bien,
- Academia de Rumania - Bien,
- ICR Estocolmo - Excepcional,
- ICR Tel Aviv - Insatisfactorio,
- ICR Varsovia - Excepcional,
- IRCCU Venecia - Muy bien,
- ICR Vienna - Muy bien.

### Período de 2010
El presupuesto que manejó el ICR para 2010 fue de 46.663.000 lei.
Los detalles y los programas, así como los proyectos desarrollados por ICR en 2010, se pueden encontrar en el informe de actividades publicado en el sitio: http://www.icr.ro/bucuresti/rapoarte-de-activitate/
Calificaciones otorgadas por la actividad a partir de 2010:
- ICR "Titu Maiorescu" Berlín - Bueno,
- CRI Bruselas - Satisfactorio,
- ICR Budapest - Muy bueno,
- ICR "Dimitrie Cantemir" Estambul - Satisfactorio,
- ICR Lisboa - Está bien,
- ICR Londres - Excepcional,
- ICR Madrid - Muy bien,
- ICR Nueva York - Excepcional,
- ICR París - Muy bien,
- ICR Praga - Muy bien,
- Academia de Rumania - Bien,
- ICR Estocolmo - Excepcional,
- ICR Tel Aviv - Está bien,
- ICR Varsovia - Excepcional,
- IRCCU Venecia - Excepcional,
- ICR Viena - Muy bueno

### Período de 2011
El presupuesto que tuvo el ICR para 2011 fue de 44 000 000 lei.
- 859 - eventos organizados por institutos culturales rumanos en el extranjero
- 111 - eventos en Rumania
- 31 - eventos dedicados a los rumanos en la diáspora
- 23 - Eventos EUNIC
- 2670 - artistas y figuras culturales participaron en proyectos ICR en el extranjero
- 2680000 - personas de fuera de Rumania participaron en eventos de ICR
- 65 - títulos publicados en el extranjero con el apoyo financiero de ICR
- 93 - beneficiarios de becas y residencias ICR
- 250 - estudiantes aprendieron rumano en Rumania (en Bucarest y Brasov)
- más de 2500 - menciones en los medios rumanos

Los libros que fueron publicados por la editorial del Instituto Cultural Rumano, así como las revistas "Lettre Internationale" y "Euresis", pueden ser adquiridos en la librería en Internet del ICR, que fue inaugurada en 2011, en http://www.e-icr .ro / .
Se pueden consultar los detalles sobre los programas y proyectos que fueron desarrollados por ICR en 2011 en el informe de actividades publicado en el sitio web: http://www.icr.ro/bucuresti/rapoarte-de-activitate/

### Período de 2012
El presupuesto de ICR para 2012 alcanzó los 28.631.000 de lei.
En los últimos cuatro meses de 2012 el ICR sufrió importantes cambios. Los programas se diversificaron, para acoger y apoyar a los creadores culturares rumanos. Se abrazó un concepto amplio de cultura, que incluía otras manifestaciones junto con la literatura como son: el cine, la música, las artes visuales y las ciencias sociales, las ciencias en un sentido integral, con sus aplicaciones tecnológicas, filosofía, teología, de acuerdo con los enfoques europeos y la cultura contemporánea. Las filiales del ICR se organizaron en las capitales culturales de las provincias históricas del país. Los puestos en los institutos culturales rumanos en el extranjero pasaron a ser auditados y se inició el envío de libros y publicaciones de las editoriales locales a los institutos culturales rumanos del extranjero.

### Período de 2013
El Instituto Cultural Rumano (ICR) había gastado durante el primer trimestre del año 2013 aproximadamente sólo el 11% del presupuesto total asignado a la institución y que para este año era de 30,116,000 de lei.

## Controversias

### Fundiciones de seguridad
Durante el mes de julio de 2008, la escritora rumano-alemana Herta Müller publicó una carta abierta a Horia-Roman Patapievici en el Frankfurter Rundschau, en la cual criticaba duramente la iniciativa del ICR de Berlín de invitar a la escuela de verano a dos personas que habían sido informantes de seguridad anteriormente como eran Sorin Antohi y Andrei Corbea-Hoișie . La escritora, que en ese momento todavía no había recibido el Premio Nobel, lamentó que un impostor académico, ya que se había descubierto que Antohi no tenía un doctorado, como afirmaba, representara a Rumania en Alemania. Su carta finalizaba con una advertencia de que no cruzara el umbral del ICR de Berlín. Patapievici le respondió el 25 de julio de 2008, argumentando que la ley rumana no le permite imponer sus puntos de vista morales en las decisiones institucionales y que, dado que Rumania no tenía una ley que discriminara a los excolaboradores de Securitate, restringiendo sus derechos civiles, él no lo haría tampoco. También afirmó que la Unión Europea se habría pronunciado en contra de tal ley. Ernest Wichner, director de Literaturhaus Berlin, una organización de Berlín, también entró el debate en el mismo periódico el 30 de julio de 2008, argumentando que Patapievici tenía derecho a negarse a cooperar con cualquier persona moralmente dudosa.

### El poni rosa
En julio de 2008 una exposición organizada por el ICR de Nueva York provocó un incidente, después de que una de las exposiciones sobre rumanos en la diáspora fuera criticada por un escritor de New York Magazin. La exposición, titulada Libertad para los holgazanes, presentó obras de tres artistas callejeros rumanos. Entre una gran cantidad de obras de arte de diverso tipo se encontraba un poni del tamaño de una palma de la mano, con una esvástica estampada en la espalda.
Esta pequeña figura era el único objeto en toda la colección que tenía tal referencia nazi. Los expositores explicaron que el significado de la exhibición era irónico, sin embargo el escritor había descrito toda la exhibición como llena de "figuras siniestras y obscenas". Se informó al Departamento de Policía de Nueva York para que investigase la denominada forma de "antisemitismo", aunque finalmente se desestimó la denuncia por infundada.
Sin embargo, el tema fue recogido de forma inmediata por la prensa con gran escándalo y también por algunos políticos rumanos contrarios a la gestión del ICR. El presidente del Senado rumano, Nicolae Văcăroiu, miembro del partido de oposición PSD, que había perdido su puesto de presidente honorario de la ICR frente a Traian Băsescu, pidió a la Comisión de Cultura del Senado que investigara estos hechos.
Los defensores de la exposición, incluido Patapievici, argumentaron que la controversia era una nadería y que ésta había sido explotada por los críticos con el Instituto, en un intento de desacreditar la gestión del propio Instituto y también al propio presidente rumano. Señalaron que tales expresiones artísticas eran comunes en los Estados Unidos, así como en la comunidad internacional y que los políticos rumanos ignoraban deliberadamente las explicaciones que habían dado los artistas sobre el significado de las exposiciones.
La escritora Herta Müller, quien con anterioridad había criticado duramente a Patapievici, entró también en esta polémica pero esta vez del lado del ICR diciendo: "la campaña política que ahora se libra contra la ICR me recuerda la época de la dictadura". Refiriéndose a la comisión de investigación del Senado, dirigida por Adrian Păunescu, Müller dijo que "después de la caída de Ceausescu, emitir juicios sobre la moral de la cultura rumana es una monstruosidad".

### Escándalo del radiador
En un debate televisado sobre los montos invertidos por el Instituto Cultural Rumano y sobre los proyectos a través de los cuales ICR pretende promover la cultura rumana en el exterior, Andrei Marga, durante su mandato como presidente, declaró:
“Los institutos deben revisar el concepto de cultura con el que operan, debemos llegar a un concepto natural de cultura, incluido el cine. La película ha hecho grandes avances en Rumanía, música, bellas artes, sin duda, hay que dejar espacio para la ciencia y la tecnología. Doy un ejemplo, el radiador es un invento de Transilvania, ¿Cuántos lo conocen? .
El eurodiputado, Sebastian Bodu, dijo que la idea de Andrei Marga de poner al radiador como ejemplo de un producto cultural es "una metedura de pata" que logró producir la "hilaridad general", y exigió la renuncia de Andrei Marga "no por honor, sino por vergüenza ”.

### El libro de Andrei Marga
Andrei Marga, durante su mandato como presidente del ICR, publicó su propio libro ("Cultura, democracia, modernización") en la editorial del Instituto Cultural Rumano, levantando sospechas sobre este comportamiento. Al mismo tiempo, Marga no supo responder correctamente el número de ejemplares publicados, ni el precio de venta, ni supo decir cuánto costaba su libro. Se defendió argumentando que el volumen "Cultura, democracia, modernización" es sólo un "cuaderno de trabajo" para los empleados y socios del Instituto.

### Nombramientos en los ICR de Kiev y Moscú
En el sitio web del Instituto Cultural Rumano se anunciaron con fecha de 29 de octubre de 2012 y de 1 de noviembre de 2012 respectivamente, sendos nombramientos de directores, uno en ICR de Kiev (Nadia Moșanu, nuera del Sr.Alexandru Moșanu ), la otra en el ICR de Moscú (Florina Mohanu, quien dirigía el Centro Cultural Ruso de ASE Bucarest), ambas personas fueron acusadas por el vicepresidente del PDL, Radu F. Alexandru, de pertenecer al área de influencia rusa.

### Festivales no elegibles
El 13 de marzo de 2013, el Instituto Cultural Rumano publicó una lista de proyectos culturales que podrían recibir financiación en 2013. Según la lista, varios festivales con tradición en Rumanía han sido declarados no financiables. Los representantes de los ICR declararon que los proyectos declarados no financiables no habían presentado todos los documentos requeridos para el concurso. Estos fueron:
- Festival Internacional TIFF en Cluj;
- Festival de Jazz de Sibiu;
- Festival de Cine Independiente Anónimo;
- Festival Nacional de Teatro organizado por UNITER;
- Festival de cine documental One World Romania;
- Festival Nacional de Teatro Juvenil IDEO IDEIS;
- Producción en DVD de la película de Cannes "After the Hills" y dirigida por Cristian Mungiu.

## Críticas
En agosto de 2012, la dirección del ICR, que en ese momento estaba integrada por el presidente Horia-Roman Patapievici y que tenía por vicepresidentes a Tania Radu y Mircea Mihăieș, dimitió, acusando al poder político de "romper cualquier conexión con los intelectuales".
En 2013, los poetas Dan Sociu y Andrei Dósa rechazaron los premios que habían sido otorgados por el Instituto Cultural Rumano, en protesta por la dependencia política de esta institución.